# フェリーかしい
フェリーかしいは、名門カーフェリーが運航していたフェリー。後に日本カーフェリーに売却されさいとばるとなるが、来島海峡でタンカーと衝突、沈没した。

## 概要
名門カーフェリーの第1船として、僚船のフェリーあつたとともに林兼造船下関造船所で建造された。船名は香椎宮に由来する。
1972年5月に四日市～門司航路に就航、同年10月からは航路が名古屋港まで延長された。
1976年4月、航路休止により係船され、同年10月に日本カーフェリーに売却、さいとばると改名して、神戸～日向航路に就航した。

## 船内

### 船室
- 特別室（4名）
- 一等（64名）
- 特二等（16名）
- 二等（304名）
- ドライバー室（80名）

## 沈没
1978年9月6日、1時45分ごろ、神戸発の下り便で運航していたさいとばるは、来島海峡で韓国船タンカー「チャン・ウォン」（CHAN WON）と衝突した。通常、土佐沖を経由する第一基準航路で運航するところ、事故当日は昭和53年台風第15号接近のため、瀬戸内海を経由する第二基準航路で運航されていた。衝突の結果、左舷中央部外板に、高さ約12メートル、幅15メートルのくさび形の大破口を生じたため、機関室に浸水、航行不能となった。乗員45名、旅客199名は総員退船し、救助にあたった船舶に収容された。来援した曳船により曳航が試みられ、5時35分ごろには準備が完了したが、潜水調査の結果、来島どっくへの曳航を断念、大島東端の照埼付近へ任意乗揚を図ることとした。その後、照埼へ向けて曳航されたが、船体の沈下および傾斜が増大し、7時17分ごろ、照埼の南約60mの地点で左舷に転覆した。
転覆した船内には2億円相当の宝石や装身具などの積荷が残されており、引き揚げが行われるまで1ヶ月以上24時間体制の監視が行われた。船体はその後、サルベージされ広島県で解体された。
本件は、さいとばるが推薦航路線の左側に侵入したことが原因で発生したが、チャン・ウォン側の回避措置が不適当であったことも一因とされた。